# Ronnie Fernández
Ronnie Alan Fernández Sáez (Viña del Mar, 30 gennaio 1991) è un calciatore cileno, attaccante del Palestino.

## Carriera

### Club
Ha giocato 79 partite nella prima divisione cilena e 2 partite in Coppa Sudamericana con la maglia dei Santiago Wanderers, 19 partite nella prima divisione colombiana col Deportivo Cali e 22 partite in quella boliviana (oltre a 2 partite in Coppa Sudamericana) col Bolívar.

### Nazionale
Nel marzo 2022 riceve la sua prima convocazione in nazionale maggiore, con cui esordisce il 25 del mese stesso in occasione della sconfitta per 4-0 contro il Brasile.

## Statistiche

### Cronologia presenze e reti in nazionale
| Cronologia completa delle presenze e delle reti in nazionale ― Cile | Cronologia completa delle presenze e delle reti in nazionale ― Cile | Cronologia completa delle presenze e delle reti in nazionale ― Cile | Cronologia completa delle presenze e delle reti in nazionale ― Cile | Cronologia completa delle presenze e delle reti in nazionale ― Cile | Cronologia completa delle presenze e delle reti in nazionale ― Cile | Cronologia completa delle presenze e delle reti in nazionale ― Cile | Cronologia completa delle presenze e delle reti in nazionale ― Cile |
| Data                                                                | Città                                                               | In casa                                                             | Risultato                                                           | Ospiti                                                              | Competizione                                                        | Reti                                                                | Note                                                                |
| ------------------------------------------------------------------- | ------------------------------------------------------------------- | ------------------------------------------------------------------- | ------------------------------------------------------------------- | ------------------------------------------------------------------- | ------------------------------------------------------------------- | ------------------------------------------------------------------- | ------------------------------------------------------------------- |
| 24-3-2022                                                           | Rio de Janeiro                                                      | Brasile                                                             | 4 – 0                                                               | Cile                                                                | Qual. Mondiali 2022                                                 | -                                                                   | 61’                                                                 |
| 29-3-2022                                                           | Santiago del Cile                                                   | Cile                                                                | 0 – 2                                                               | Uruguay                                                             | Qual. Mondiali 2022                                                 | -                                                                   | 80’                                                                 |
| 6-6-2022                                                            | Daejeon                                                             | Corea del Sud                                                       | 2 – 0                                                               | Cile                                                                | Amichevole                                                          | -                                                                   | 84’                                                                 |
| 10-6-2022                                                           | Kobe                                                                | Cile                                                                | 0 – 2                                                               | Tunisia                                                             | Kirin Cup                                                           | -                                                                   | 45+1’                                                               |
| 14-6-2022                                                           | Suita                                                               | Cile                                                                | 0 – 0 (1– 3 dtr)                                                    | Ghana                                                               | Kirin Cup                                                           | -                                                                   | 81’                                                                 |
| Totale                                                              |                                                                     | Presenze                                                            | 5                                                                   |                                                                     | Reti                                                                | 0                                                                   |                                                                     |